# Рехабилитација
Рехабилитација је примена метода психо-физичке и социјалне помоћи појединцима са било којим хендикепом како би били у могућности да на најбољи начин самостално поврате изгубљене способности и укључе се у живот упркос тешкоћама које имају. Савремени приступ рехабилитације ослања се на оснаживање особа за коришћење њихових најбољих капацитета и способности што захтева тимски рад стручњака различитог профила, а посебно социјалних радника, када је у питању социјална рехабилитација.